# Borgasjön (Färgaryds socken, Småland)
Borgasjön är en sjö i Hylte kommun i Småland och ingår i Nissans huvudavrinningsområde.